# QNB Bank
O QNB Bank, também conhecido simplesmente como QNB, é um banco independente com sede em Quakertown, Pensilvânia. Atualmente, existem 11 locais que servem os condados de Bucks, Montgomery e Lehigh na Pensilvânia. Em 31 de março de 2015, o total de ativos do Banco estava abaixo de US$ 1 bilhão.

## História
O QNB foi fundado em 1877 como The Quakertown National Bank. Em 2008, o Banco converteu de um Banco Nacional em um Banco do Estado. Como o Banco não possuía mais uma carta nacional, renomeou e mudou seu nome para QNB Bank. Ao longo dos 138 anos de história do Banco, apenas sete presidentes serviram.

### Presidentes
- Dr. Joseph G. Thomas (1877–1909)[3][4]
- Charles C. Haring (1909–1934)
- Hércules H. Reinhart (1934–1943)
- Dr. Calvin W. Moyer (1943–1966)
- Philip D. Miller (1966–1985)[5]
- Thomas J. Bisko (1985–2010)[6]
- David W. Freeman (2010–presente)[7]

## Operações
Além de oferecer serviços bancários comerciais e de varejo com serviço completo, o QNB Bank também fornece serviços de valores mobiliários e consultoria através da Investments Professionals, Inc., uma corretora / revendedora registrada e um consultor de investimentos registrado. A QNB também fornece seguro de titularidade como membro da Laurel Abstract Company LLC.